# おさふねサービスエリア
おさふねサービスエリアは、岡山県瀬戸内市長船町の国道2号沿いにあるドライブイン。運営主体は岡山プラザホテル（1963年に東備観光開発として創業）である。2024年（令和6年）5月6日を最終日に約2年間の工事期間に入り全面建て替えとなる。

## 歴史
1964年（昭和39年）4月に日本で2番目となるドライブイン「モーテル備前長船」としてオープンした。1967年（昭和42年）には本館に隣接して新館として三連のとんがり屋根の建物が建てられた。
その後、新館敷地内に山陽新幹線が通ることが決定し、1969年（昭和44年）から本館を解体して、その跡地に新館を曳家して「ドライブインプラザ備前長船」に改称した。
1992年（平成4年）に地下1000mからくみ上げた強アルカリ性の温泉の営業を開始し、名称を「おさふね温泉ガーデン」に改めた。その後、1999年に「おさふねサービスエリア」となった。
全面建て替えのため、2024年（令和6年）5月の大型連休明けから約2年間の工事期間に入ることとなった。

## 鉄道関連
山陽新幹線が近接する立地となったことから、鉄道ファンの撮影スポットとなり、レストランの利用客や売店で一定額以上の買い物をした買い物客に屋上が利用できるようにされた。2016年には食堂の一角に鉄道ジオラマを設けた「Nゲージルーム」を新設した。
また、新幹線高架下には下津井軽便鉄道（後の下津井電鉄）の気動車や客車が展示されている。